# Telč
Telč (németül Teltsch) város Csehországban, a Jihlavai járásban. 1992-ben a történelmi városközpontot az UNESCO a világörökség részévé nyilvánította. Lakosainak száma  6000 fő. Évente kb. 200 000 turista  keresi fel a várost.[forrás?]

## Fekvése
A Cseh–Morva-fennsík déli részén fekszik, Prágától 155 km-re. Prága irányából a D1-es autópálya 133-as kijáratnál közelíthető meg.

## Története
Első írásos említése 1315-ből ismert. 1992-ben a történelmi városközpontot az UNESCO a világörökség részévé nyilvánította.  

## Kultúra

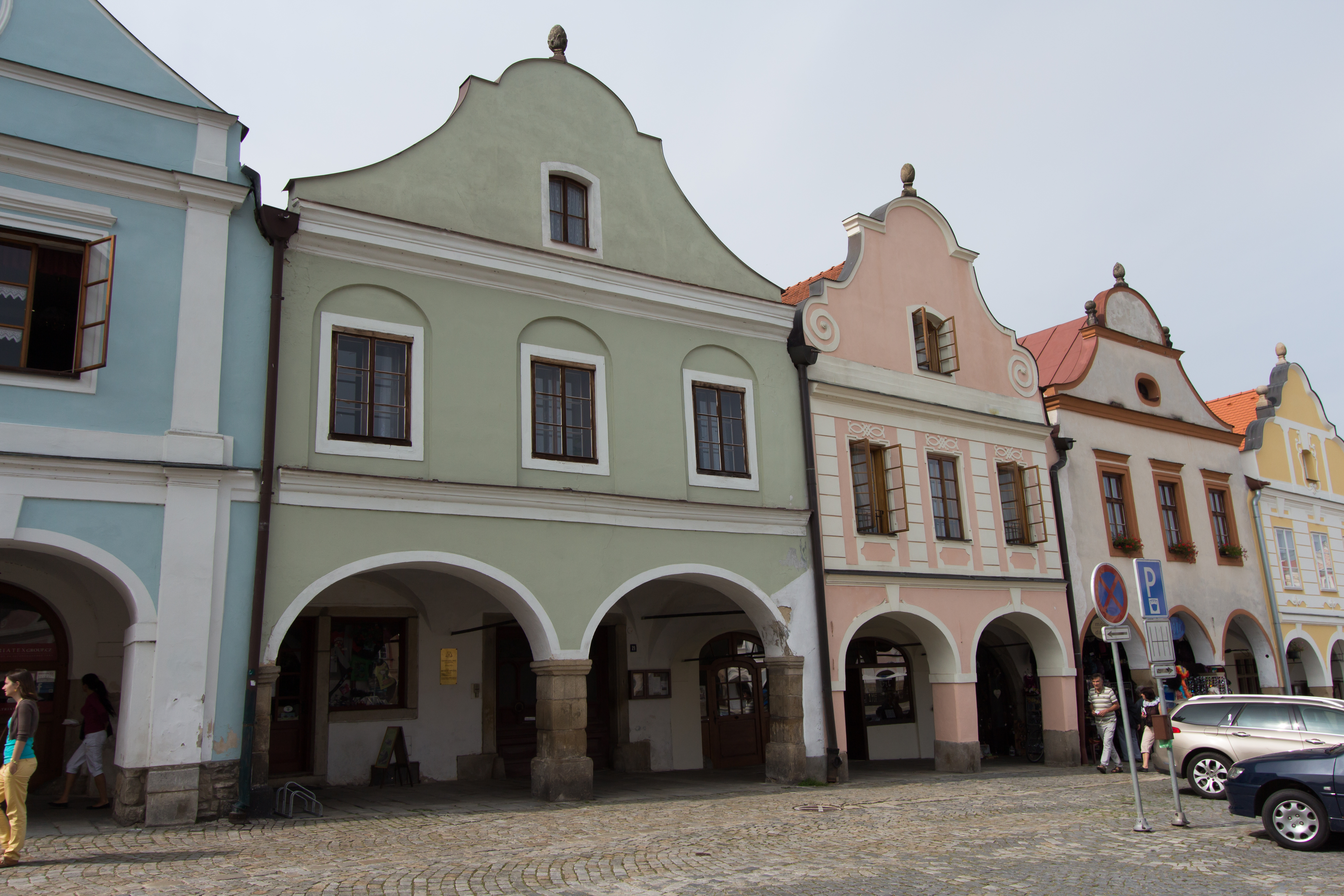
„Lábasházak”

1982 óta minden évben zenei fesztivált rendeznek (Prázdniny v Telči) július és augusztus fordulóján. Ez Csehország egyik legrégebbi ilyen jellegű fesztiválja. A programban szerepelnek színházi és művészeti előadások, valamint kiállítások is.

## Képgaléria

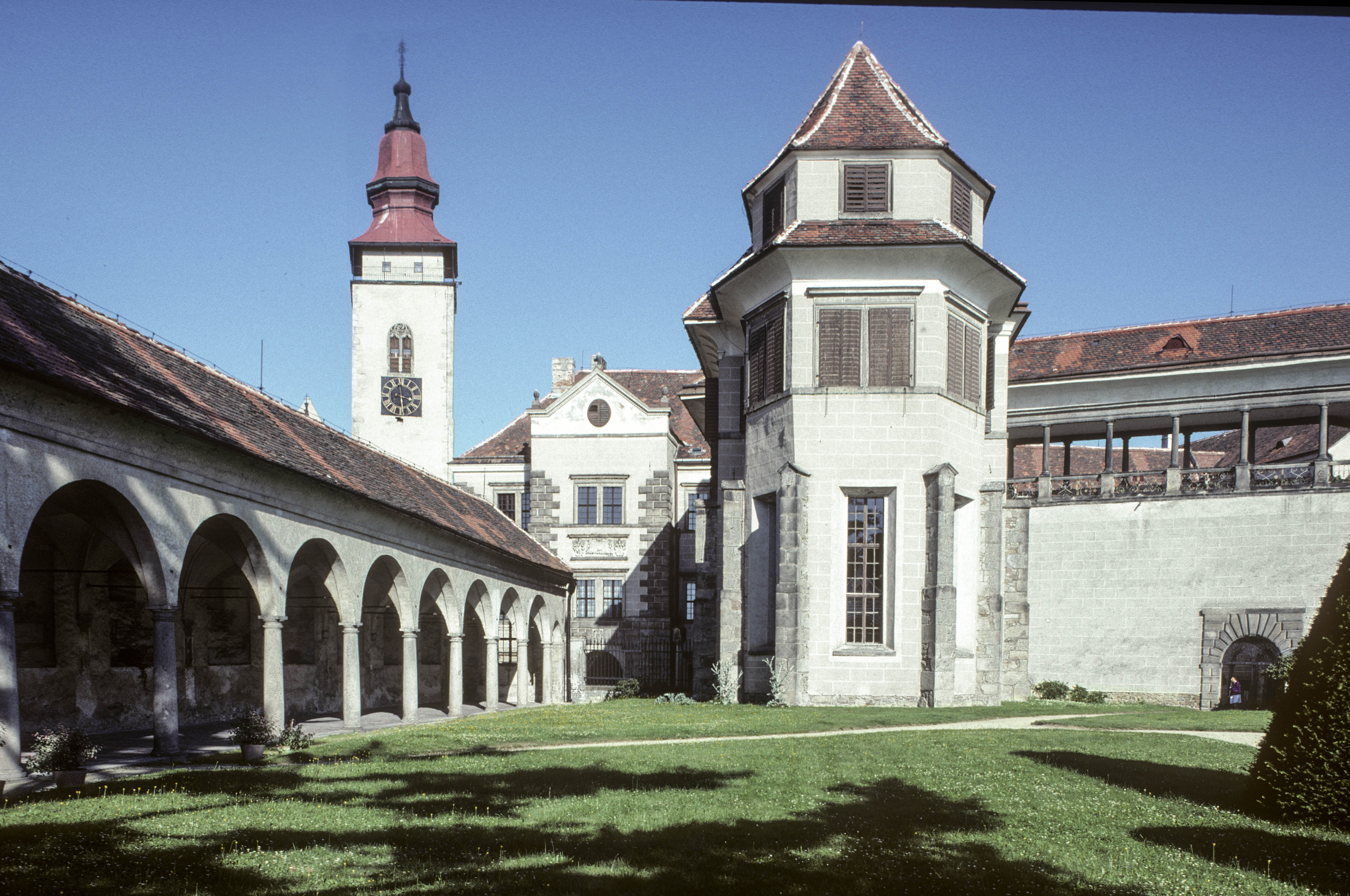
A kastély
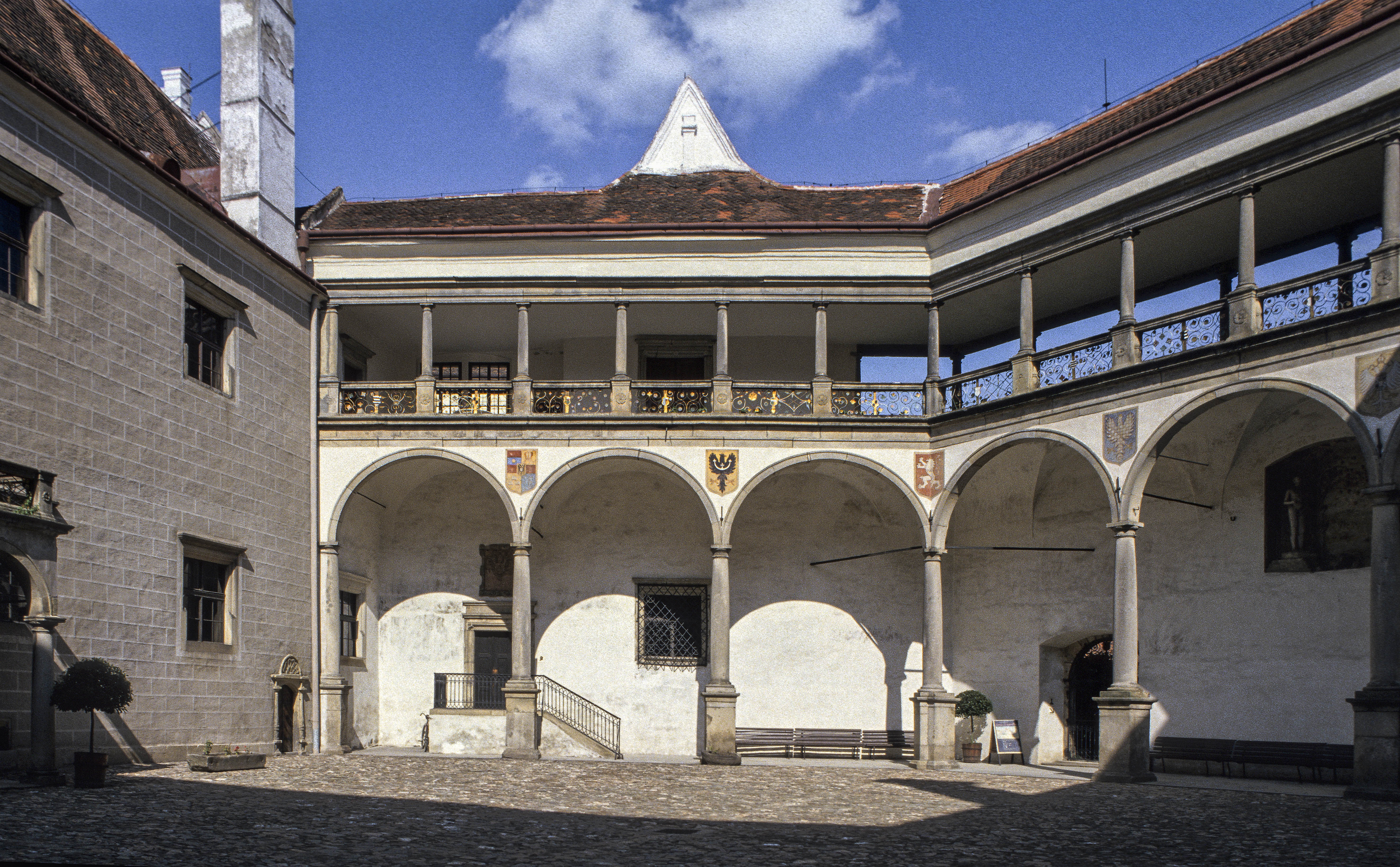
A kastély első udvara
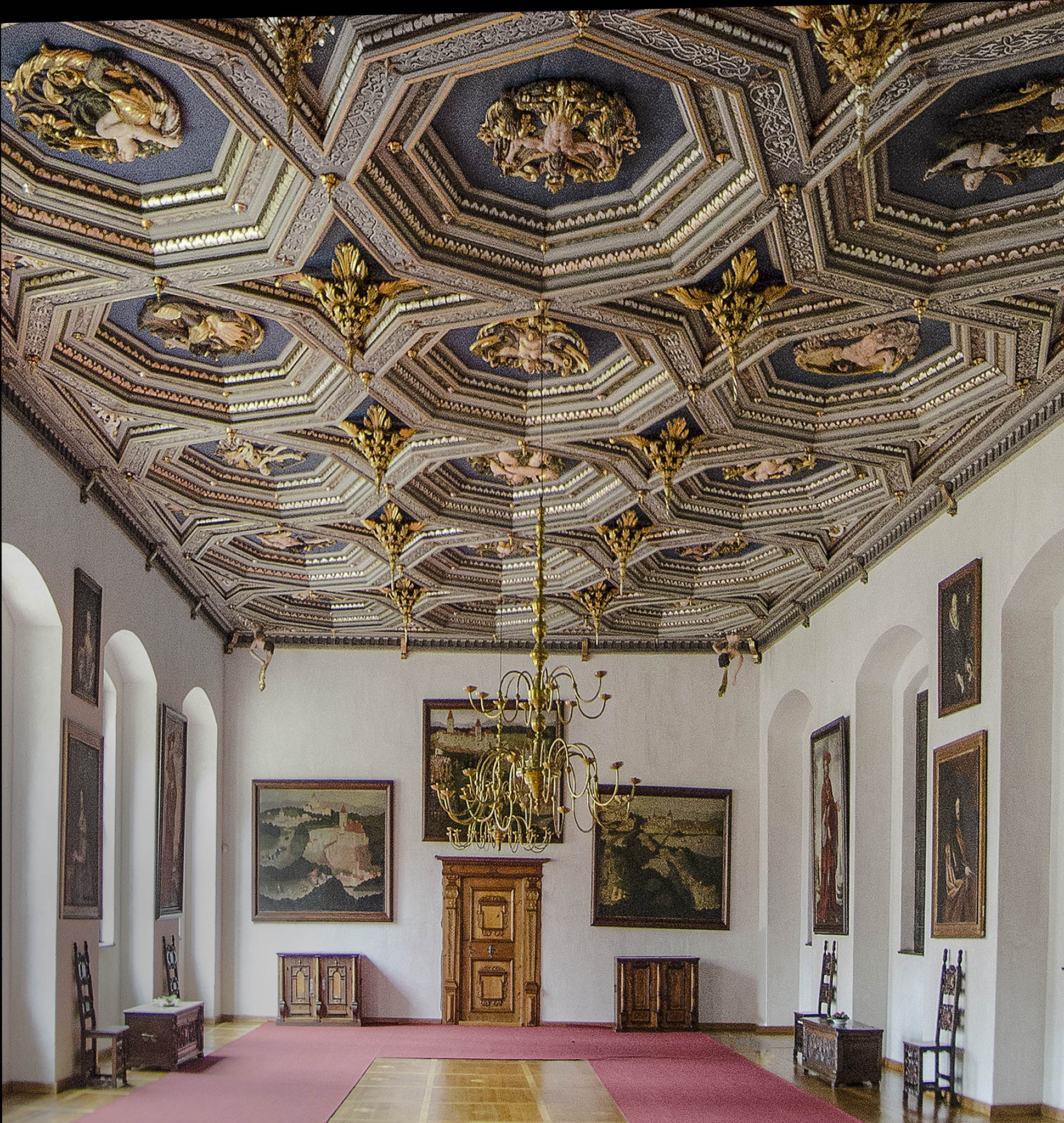
A kastély esküvői terme
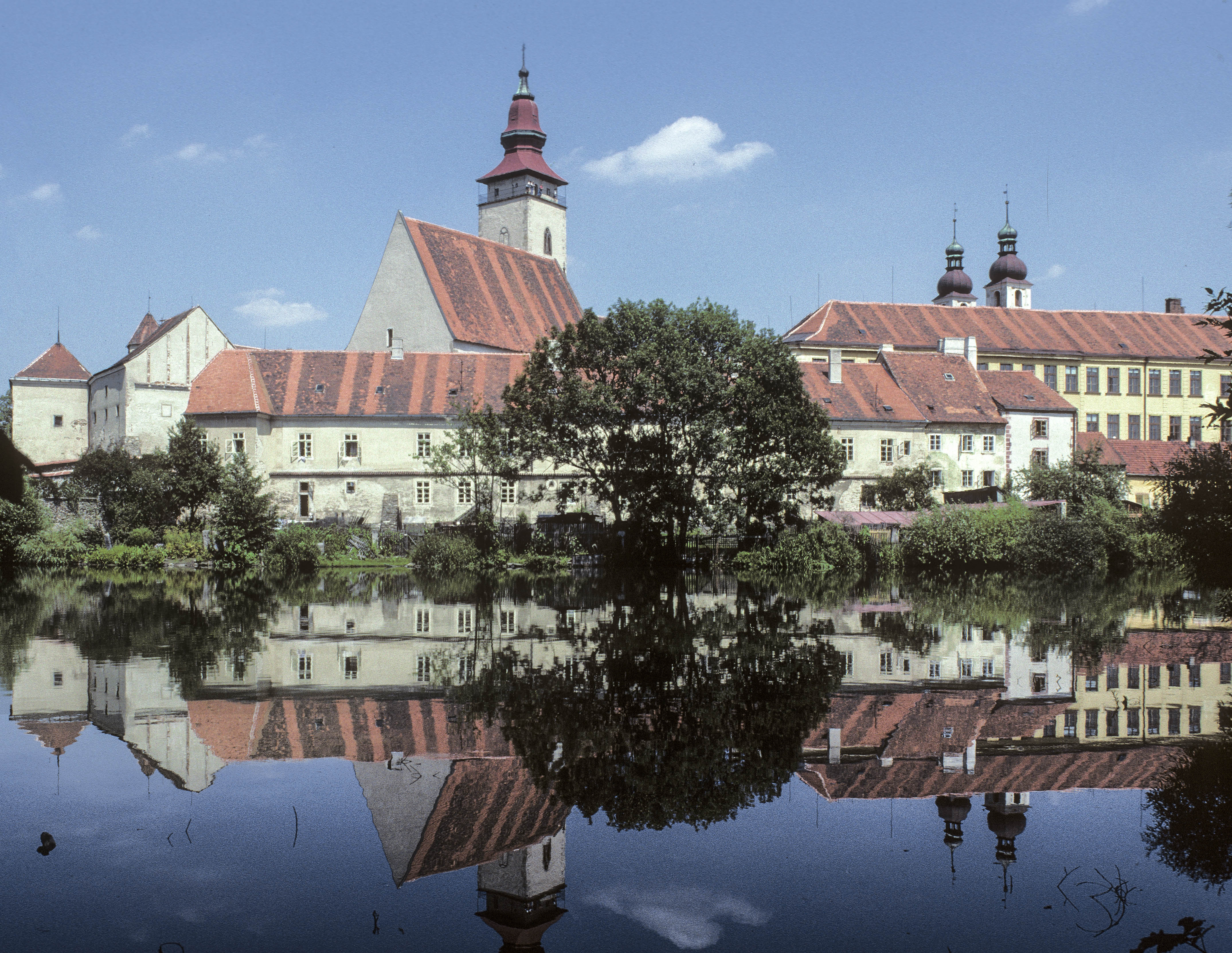
Látkép a tóval
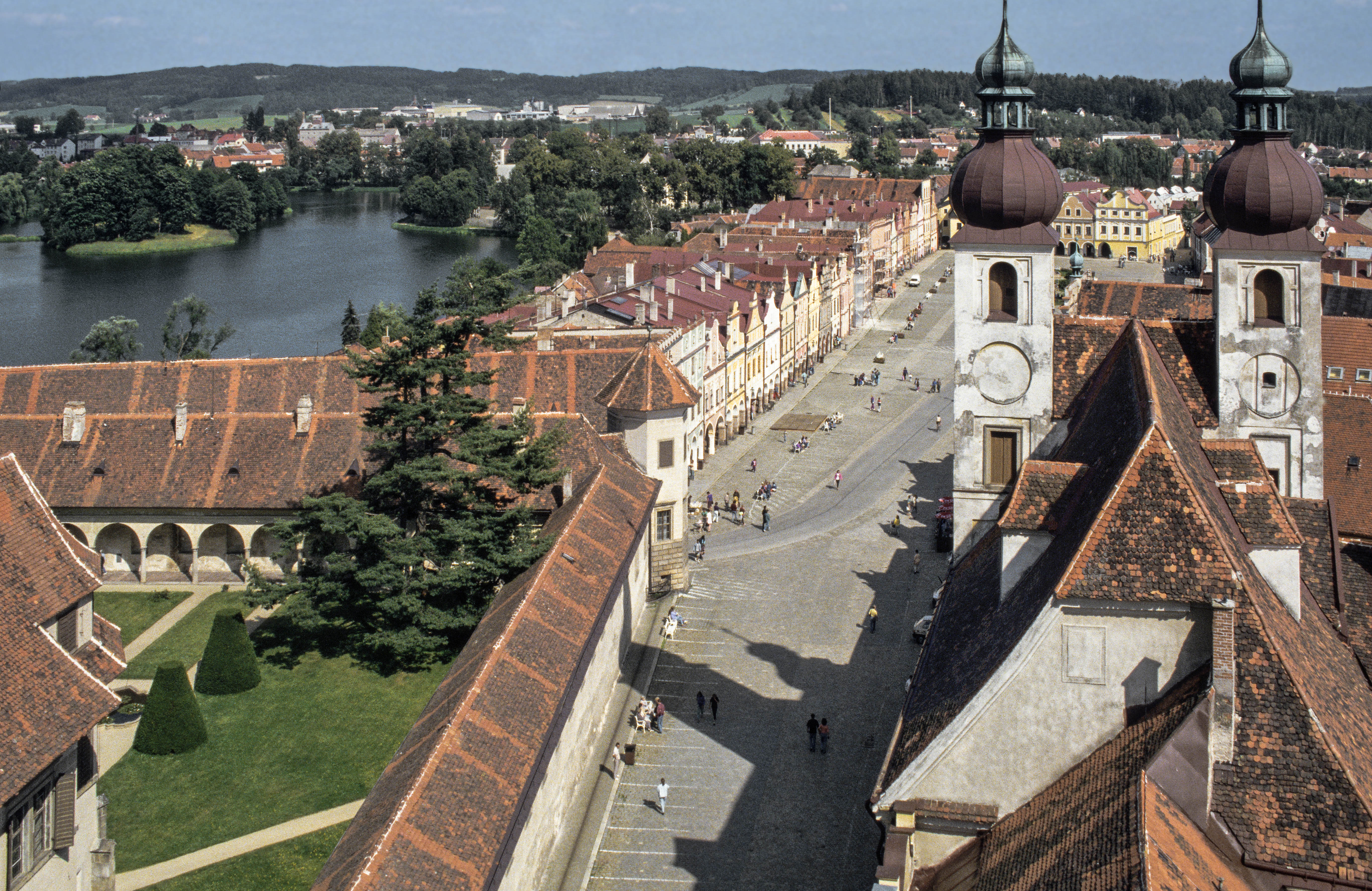
Telc látképe a Szent Jakab-templom tornyából
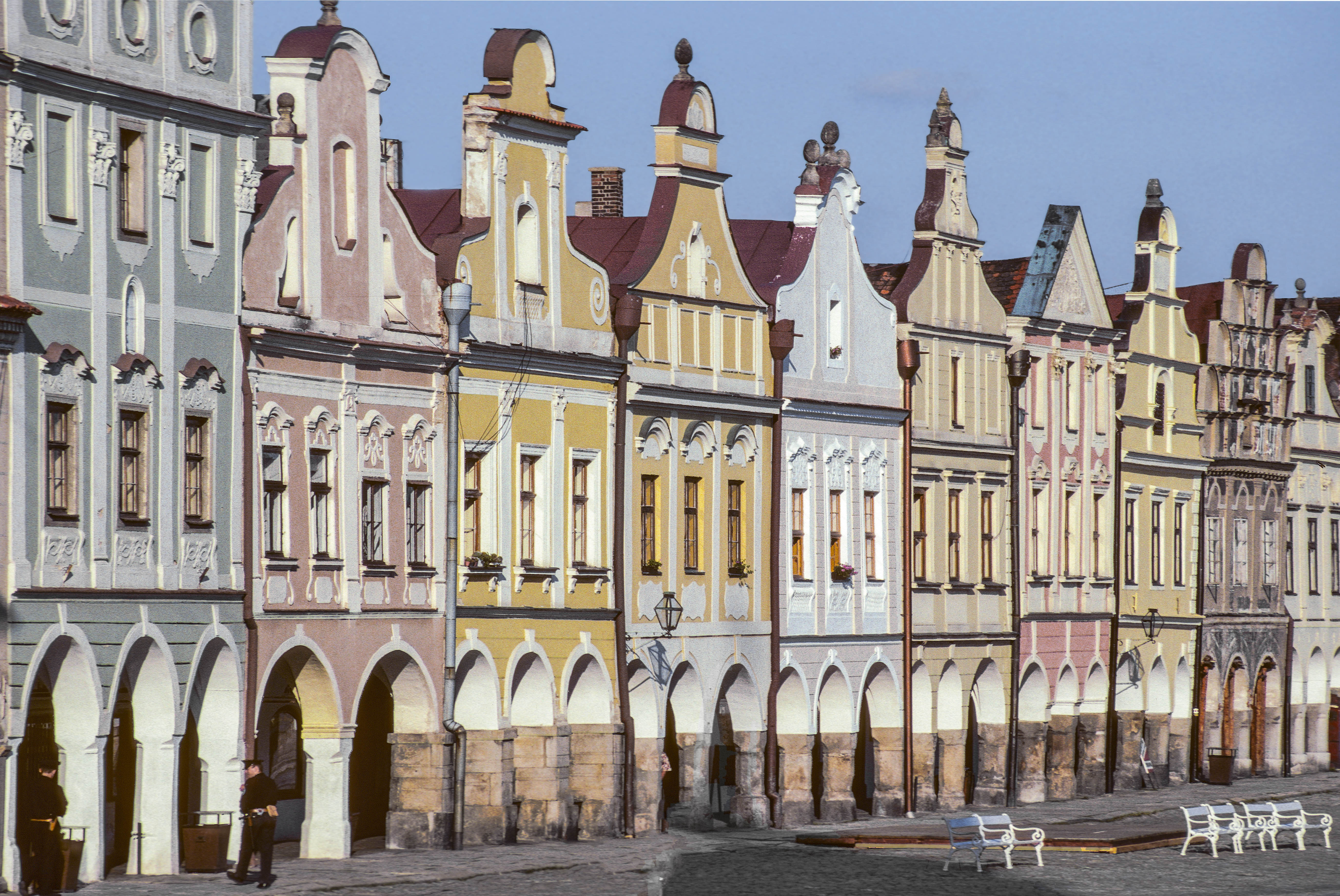
A főtér (Naměstí Zachariase z Hradce) házai
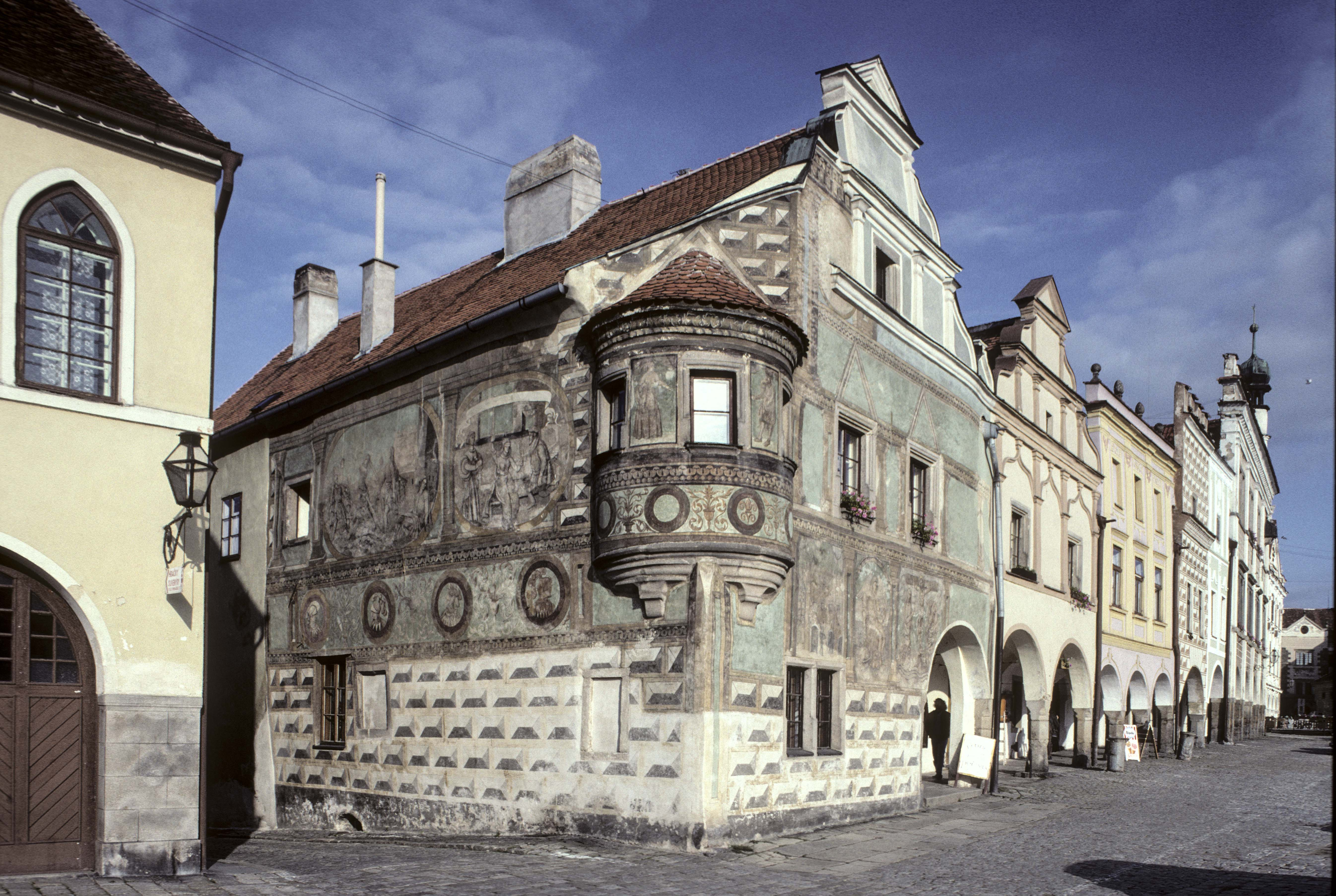
Sgraffito díszítés
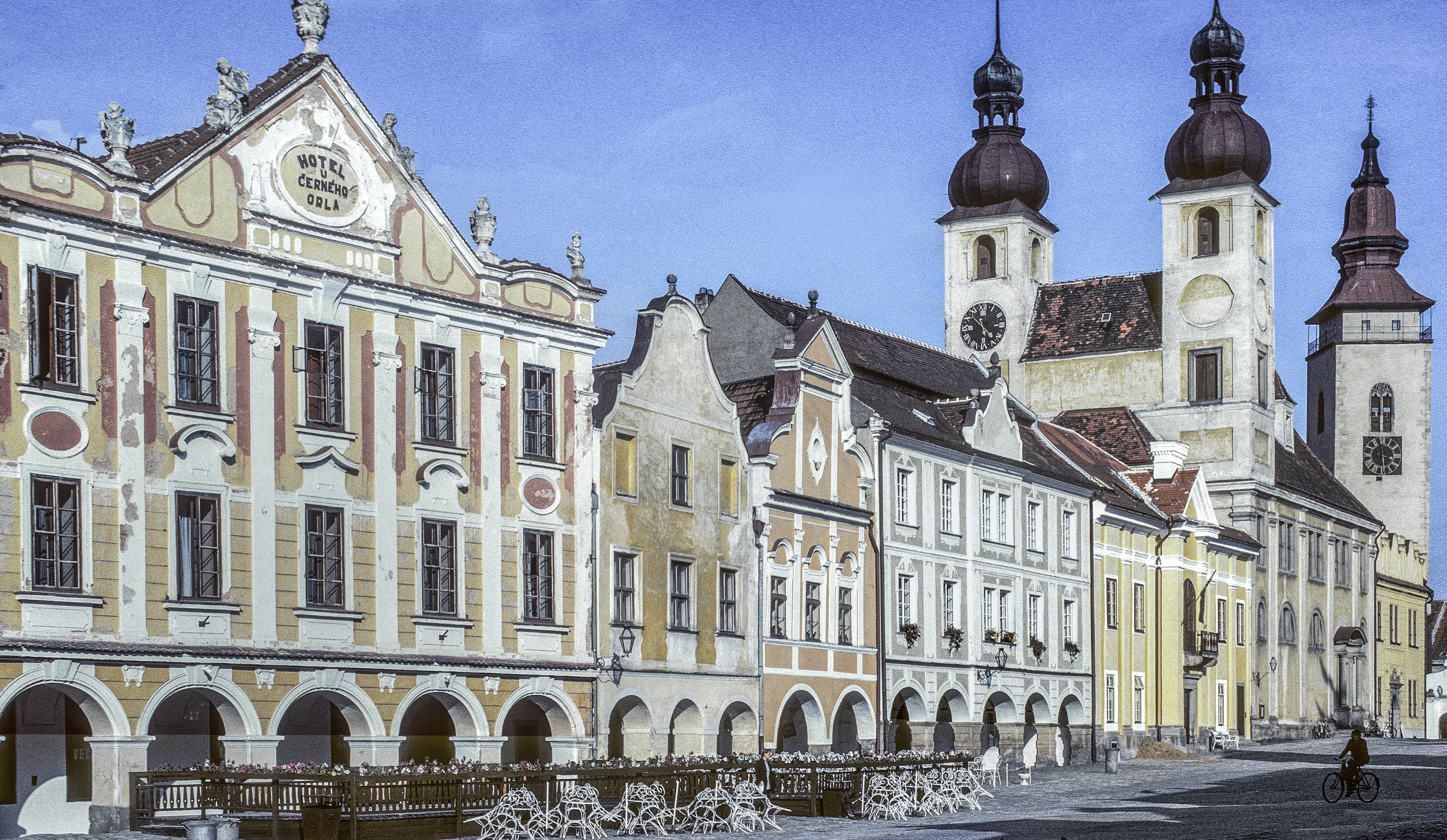
Zachariáš z Hradce-tér

## Városrészei
- Studnice
- Telč-Határ
- Telč-Óváros
- Telč-Štěpnice
- Telč-Belváros

## Népesség
A település népessége az elmúlt években az alábbi módon változott:
| Lakosok száma | 4733 | 4785 | 4533 | 5146 | 5875 | 5490 | 5410 | 5273 | 5140 | 5134 |
|               | 1869 | 1900 | 1921 | 1961 | 1980 | 2014 | 2017 | 2020 | 2022 | 2025 |

## Fordítás
- Ez a szócikk részben vagy egészben  a   Telč című cseh Wikipédia-szócikk ezen változatának fordításán alapul.  Az eredeti cikk szerkesztőit annak laptörténete sorolja fel. Ez a jelzés csupán a megfogalmazás eredetét és a szerzői jogokat jelzi, nem szolgál a cikkben szereplő információk forrásmegjelöléseként.